# Bygelhorn

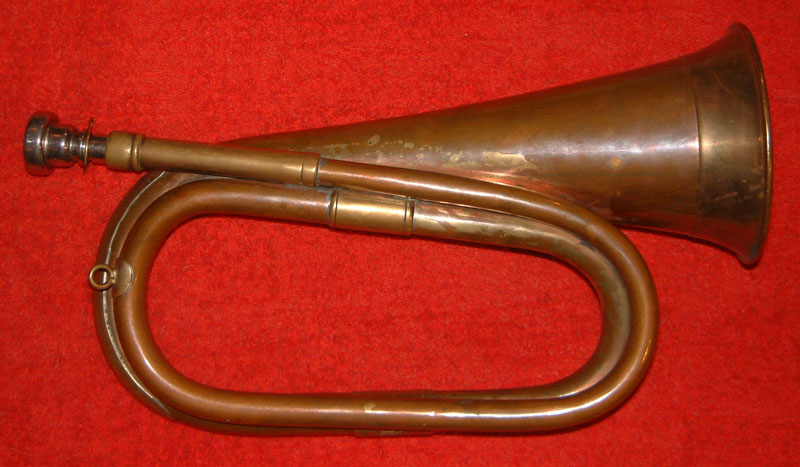
Bygelhorn

Bygelhorn är ett enkelt bleckblåsinstrument. Det är normalt stämt i G och finns i olika utföranden där det enklaste är bara ett horn, likt posthorn och jägarhorn. Det finns modeller med både en ventil och dragliknande bygel.
Ett bygelhorn stämt i B kallas i USA för field trumpet.